# Claudio Cupellini
Claudio Cupellini, né le 18 février 1973 à Camposampiero est un réalisateur et scénariste italien.

## Biographie
Claudio Cupellini débute en 1999 par le court métrage Le Diable au vélo, suivi d'autres jusqu'en 2006. 
En 2006 il réalise un épisode du film 4-4-2 - Il gioco più bello del mondo, travaillant à côté de Michele Carrillo, Francesco Lagi et Roan Johnson.
En 2007 il réalise Lezioni di cioccolato, interprété par Violante Placido et Luca Argentero. Il s'agit d'une comédie légère qui aborde néanmoins des thèmes comme la précarité du travail et l'intégration.
En 2010 son film Une vie tranquille participe à la 5e édition du Festival international du film de Rome, remportant le Prix d'interprétation masculine avec Toni Servillo. Una vita tranquilla, obtient trois candidatures au David di Donatello 2011.
En 2014 il réalise avec Stefano Sollima et Francesca Comencini, la série TV Gomorra, adaptation de roman de Roberto Saviano.
En 2015 sort le film Alaska avec Elio Germano et Àstrid Bergès-Frisbey.

## Filmographie

### Cinéma

#### Courts métrages
- 2000 : Come tu mi vuoi
- 2004 : Sei pezzi facili ou Chi ci ferma più
- 2005 : La talpa

#### Longs métrages
- 2006 : 4-4-2 - Il gioco più bello del mondo - épisode : La donna del mister
- 2007 : Lezioni di cioccolato
- 2010 : Une vie tranquille (Una vita tranquilla)
- 2015 : Alaska[4]
- 2021 : La terra dei figli

### Télévision

#### Séries télévisées
- 2014 : Gomorra - La série diffusée sur Sky Atlantic